# برندا استرانگ
برندا لی استرانگ (به انگلیسی: Brenda Lee Strong) بازیگر سینما و تلویزیون؛ زاده ۱۹۶۰ میلادی در ایلات اورگن در کشور آمریکا است.
از فیلم‌ها یا برنامه‌های تلویزیونی که وی در آن نقش داشته است، می‌توان به اسلج همر!، معبر وحشت، عناد، سگ سیاه، من و بچه و اندوهی به وسعت اقیانوس اشاره کرد.
او دو بار جایزه بهترین گروه بازیگری در سریال کمدی انجمن بازیگران فیلم را در سال ۲۰۰۴ و ۲۰۰۵ از آن خود کرد.